# New Art Academy
New Art Academy, también conocido como Art Academy: Lessons for Everyone! en América y Kyouiku Eigokoro Kyoushitsu (新絵心教室?) en Japón, es un programa de dibujo artístico para Nintendo 3DS desarrollado por Headstrong Games y publicado por Nintendo. Se trata de la continuación de Art Academy, lanzada en Nintendo DS en la segunda mitad de los años 2009 y 2010; primero vía DSiWare (en dos partes), para posteriormente realizarse una compilación en una versión física. El juego salió a la venta en Europa el 28 de julio de 2012 en formato físico y el 17 de agosto del mismo año en formato digital en la Nintendo eShop, junto con New Super Mario Bros. 2 y Freakyforms Deluxe ¡Tus creaciones cobran vida!, convirtiéndose en uno de los primeros juegos en estar disponibles tanto para su compra digital como para su compra al por menor .

## Anuncio
Anteriormente conocida como Kuju London, Headstrong Games es una de las desarrolladoras independientes más volcadas con Nintendo. Así lo demuestra su producción para Wii y el venidero apoyo a la portátil 3D de Nintendo. El 20 de agosto del 2010, Steve Pritchard, director de desarrollo de la compañía, concedía una entrevista a la website especializada alemana 10do donde confirmaba el comienzo de tres nuevos títulos para Nintendo 3DS, sin concretar nombres.
El título sería finalmente anunciado el 22 de junio de 2012, a través de Nintendo Direct, la presentación informativa en línea bimensual de Nintendo. En ella, se desvelaba la fecha de lanzamiento coincidente con la del nuevo sistema Nintendo 3DS XL, nuevo modelo de la consola 3D con mayor tamaño de pantallas, algo ideal para un software como éste dedicado al dibujo.

## Características
- A las 10 lecciones básicas, vistas en la primera versión de Nintendo DS, se suman 32 nuevas que ayudarán al usuario a dibujar y pintar verdaderas obras que arte.

- New Art Academy cuenta con lecciones introductorias y avanzadas que ofrecen sencillas guías paso a paso sobre distintas técnicas de pintura, estilos y materiales, perfectas tanto para expertos de los pinceles como para principiantes.

- Para mejorar la experiencia didáctica y hacerla aún más realista, algunas de las imágenes de referencia de las lecciones se muestran en vídeos en 3D. Así, el usuario podrá ver las hojas de un árbol mecidas por el viento o las aguas de un río que fluye por su cauce.

- En New Art Academy el usuario podrá presumir de talento y enviar sus obras a través de SpotPass o usando el servicio de Correo Nintendo/Pasacartas. Además contará con un museo virtual donde exponerlas.

- También podrá crear y compartir sus propias lecciones interactivas con amigos y más usuarios vía conexión local o a través de internet por SpotPass.

- Se ofertaran nuevas lecciones como DLC.

## Juego

### Modos
- Lecciones

Modo principal que guía al usuario a través de lecciones y tutoriales para sacar el mayor partido de la herramienta de dibujo. Para ello, contará con la ayuda de un tutor y veterano artista, Vince.
- Pintura Libre

Esta modalidad ofrece un lienzo en blanco y un gran número de herramientas y materiales, ideal para que el usuario pueda dejar volar su imaginación y dibuje y practique a su gusto. 

### Herramientas
- Lápices

1. A tu disposición tienes lápices de distintas durezas (2H, HB, 2H) que podrás usar de punta o tumbados para bosquejar y pintar.
2. Crear bosquejos iniciales con un lápiz es la base de toda obra de arte. Puedes usar lápices con los mismos niveles y efectos que usarías en la vida real.
3. Si los usas de punta, podrás dibujar las líneas mediante trazos, y si los usas tumbados, añadirás efectos de sombreado para darle más relieve a tus creaciones.
4. Usa la goma para corregir errores, pero también para conseguir ciertos efectos.
5. Dispones de lápices de colores. Con más de cien colores entre los que elegir, no habrá quien te pare a la hora de colorear.

- Pintura y pinceles

1. Tu maletín incluye 17 tubos de pintura, pero la gracia del asunto consiste en mezclarlos para conseguir una infinidad de tonos diferentes.
2. Podrás tener hasta 80 colores en tu paleta, disponibles en todo momento, además de emplear el círculo cromático para mezclar y crear ese mismo color.
3. Utiliza el indicador de color para identificar el tono preciso usado en una imagen o el círculo cromático para encontrar tonos y matices complementarios.
4. Hay dos tipos de pinceles: usa los de punta redondeada para pintar con detalle y los de punta plana para rellenar zonas más grandes con trazos. A su vez, y por su grosor, se subdividen en tres: fino, medio y grueso.
5. Añade agua para diluir la pintura y que sea más fluida: un efecto que puedes ver con facilidad al poner el pincel en el lienzo.

- Pastel

1. Novedad en New Art Academy son los más de 130 pasteles incluidos.
2. Para realizar acabados más compactos o más porosos podrás emplear tres inclinaciones distintas, siendo la más fuerte y delgada la que se realice con la punta de la pintura.
3. La punta para los detalles, la superficie lateral para colorear con rapidez las áreas mayores y la esquina para conseguir efectos.
4. Con el difumino podrás degradar el tono del color de forma precisa y prepararlo para mezclarlo con otra tonalidad distinta.

## Lecciones extra
El 25 de octubre de 2012 se empezaron a poner a la venta en Europa las lecciones extra, cada una por 1,99€.
- Mezcla de pinturas: En la lección principal, "Copa de helado", se explica cómo premezclar colores para elaborar distintas sombras de color. Puedes depurar tu técnica con ayuda de la clase extra "Frutas del bosque".

- Puntillismo y texturas: En "Barca en la playa", la lección principal, puedes aprender sobre el puntillismo, la técnica de crear imágenes a base de puntos de color. En la clase extra, "Barco", se aplica la misma técnica a lápiz.

- Pelo y plumas: En la lección principal, "Gato", se explica el uso de pasteles para representar las texturas del pelaje. Puedes aplicar esta técnica para dibujar las texturas del plumaje en la lección extra "Gallina".

- Pinta como Monet: Estudia el estilo de Claude Monet, el precursor del movimiento impresionista. "Nenúfares", la lección principal, trata uno de los motivos recurrentes de Monet, mientras que en la lección extra "Campo de lavanda" se aplican las técnicas impresionistas al dibujo de un paisaje.

- Dibujar aves: Con este paquete puedes aprender técnicas para dibujar a nuestros amigos alados. En la lección principal, "Búho", se enseña a combinar texturas paar pintar diferentes plumajes con lápices de colores. En la lección extra, "Tucán", se usan pasteles para representar el vivo colorido de esta ave exótica.

- Iluminación: En este paquete se estudia el contraste entre luz y sombra para dar atmósfera a una obra. En la lección principal, "Velas", puedes probar a representar la luz directa con pasteles. Más tarde puedes usar una técnica similar con onjetos traslúcidos en la lección extra "Faroles".

- Pinta como Van Gogh: En la lección principal puedes aprender a dibujar una escena nocturna al estilo de Van Gogh. En la lección extra podrás aplicar lo aprendido para retratar a un pintor sentado frente al caballete.

- Reflejos: En la lección principal podrás usar pasteles para dibujar una tétera de cobre. La lección extra analiza el reflejo de la vegetación en un estanque.

- Vidrio y luz: En la lección principal puedes dibujar a lápiz un vaso de agua con hielos, mientras que en la lección extra podrás dibujar unas manzanas colocadas bajo unas copas de vino.

- Expresionismo: Este paquete de lecciones es diferente a los anteriores, ya que enseña a expresar emociones a través del arte en lugar de dibujar fielmente la realidad. La lección principal estudia como plasmar la serenidad con pinturas. En la lección extra puedes intentar expresar la cólera en un dibujo a lápiz.

- Posturas humanas: En este paquete se enseña a representar las proporciones y la postura de un modelo. Tanto en la lección principal "Modelo vivo" como en la extra "Bailarina" podrás dibujar a lápiz a una misma modelo en dos poses diferentes.

- Pinta como Turner: J.M.W. Turner, conocido como el "pintor de la luz", fue uno de los exponentes principales del movimiento romántico inglés. Con este paquete de lecciones puedes aprender a emular su característico estilo pictórico. En la lección principal "Paisaje" puedes representar una escena rural, mientras que en la lección extra "Orilla del mar" se estudia un paisaje costero.